# Vicent Turigi
 (juin 2010).
Vicent Turigi, né à Llombai et mort le 16 décembre 1609 à Valence, était un roi morisque d'Ayora.

## Biographie
Au moment de la promulgation de l'édit d'expulsion par Philippe III, les Morisques, majoritaires dans la région d'Alicante (Vallée de Ayora-Cofrentes et Vallée de Laguar), se soulevèrent et élurent comme roi, Vicent Turigi (Texixi). Celui-ci se dota d'une armée qui avait pour fief les montagnes de Cortes de Pallás. Ils furent 20 000 à s'y réfugier. Après avoir vainement résisté aux troupes castillanes, il fut capturé dans une grotte située non loin de la localité de Catadau. Les Espagnols l'exécutèrent, après lui avoir infligé les pires tortures, le 16 décembre 1609.
Peu de temps après, ses 3 000 hommes se rendirent à la Muela de Cortes, qui fut leur dernier refuge, non loin de Jalance. C'est derrière cette abrupte forteresse naturelle qu'ils avaient résisté aux troupes castillanes et à leur supplétifs italiens tenues par le capitaine Don Agustín Mejia.